# Mánes (Kunstverein)

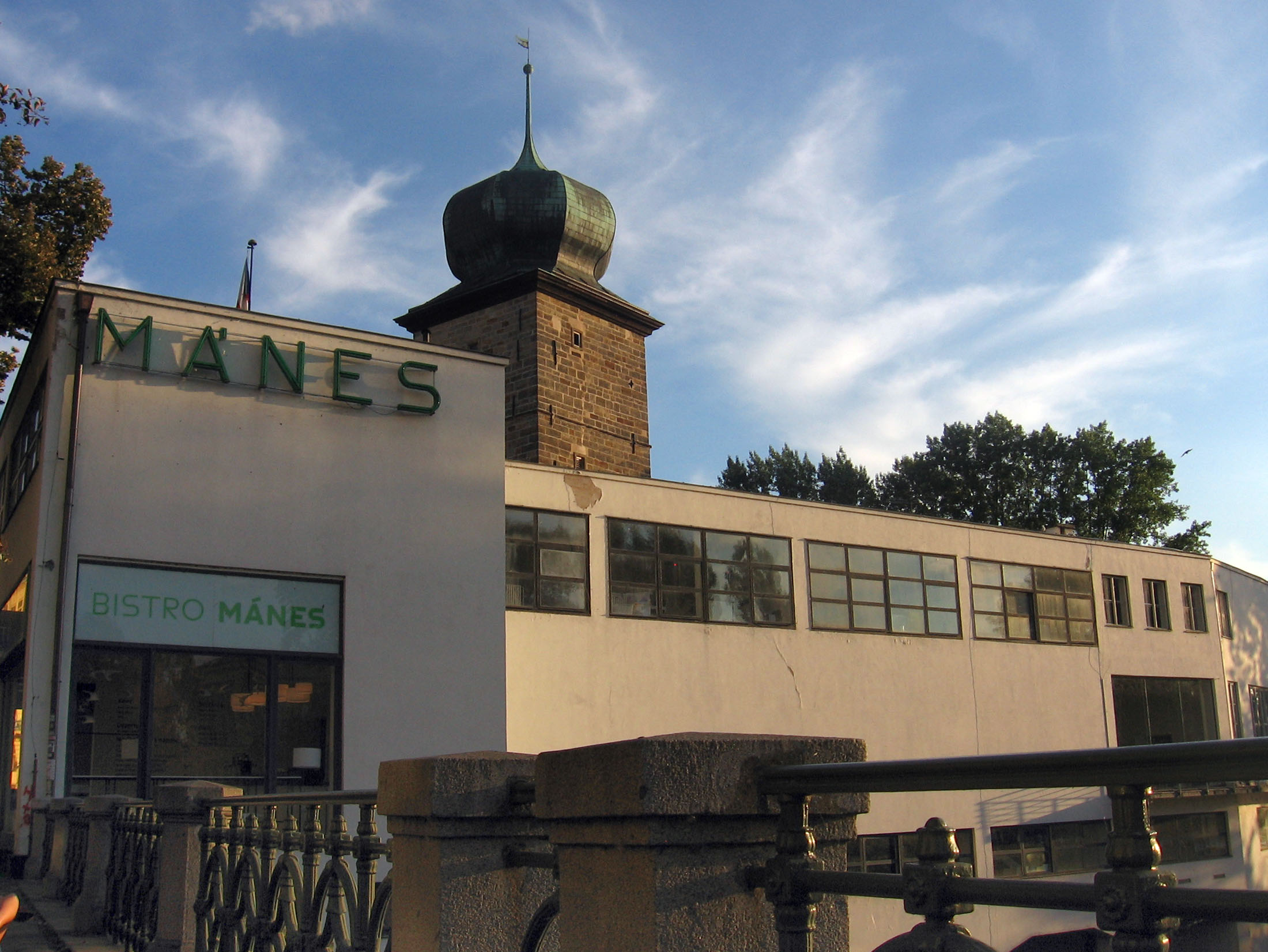
Der funktionalistische Komplex Mánes an der Moldau

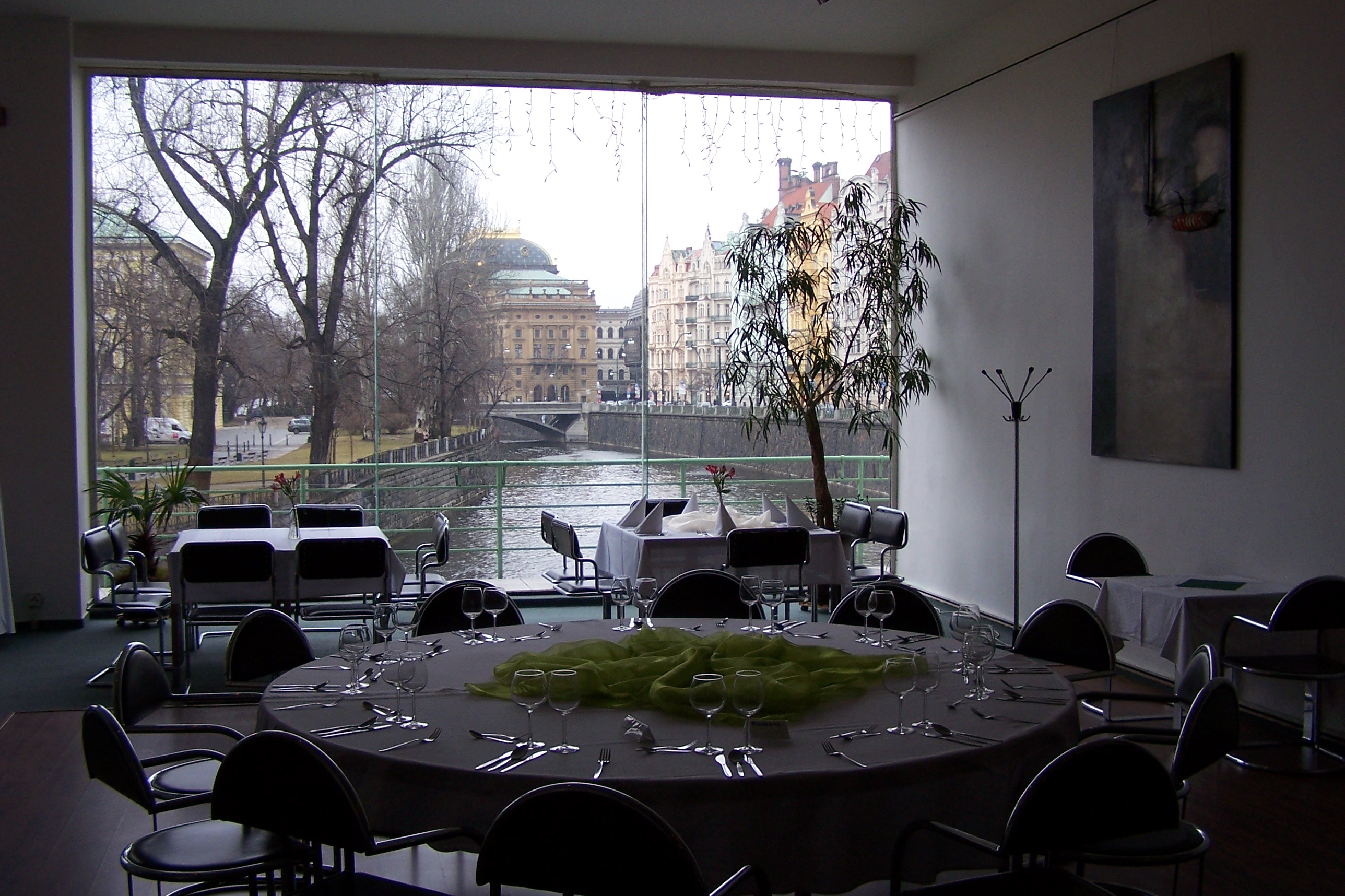
Interieur

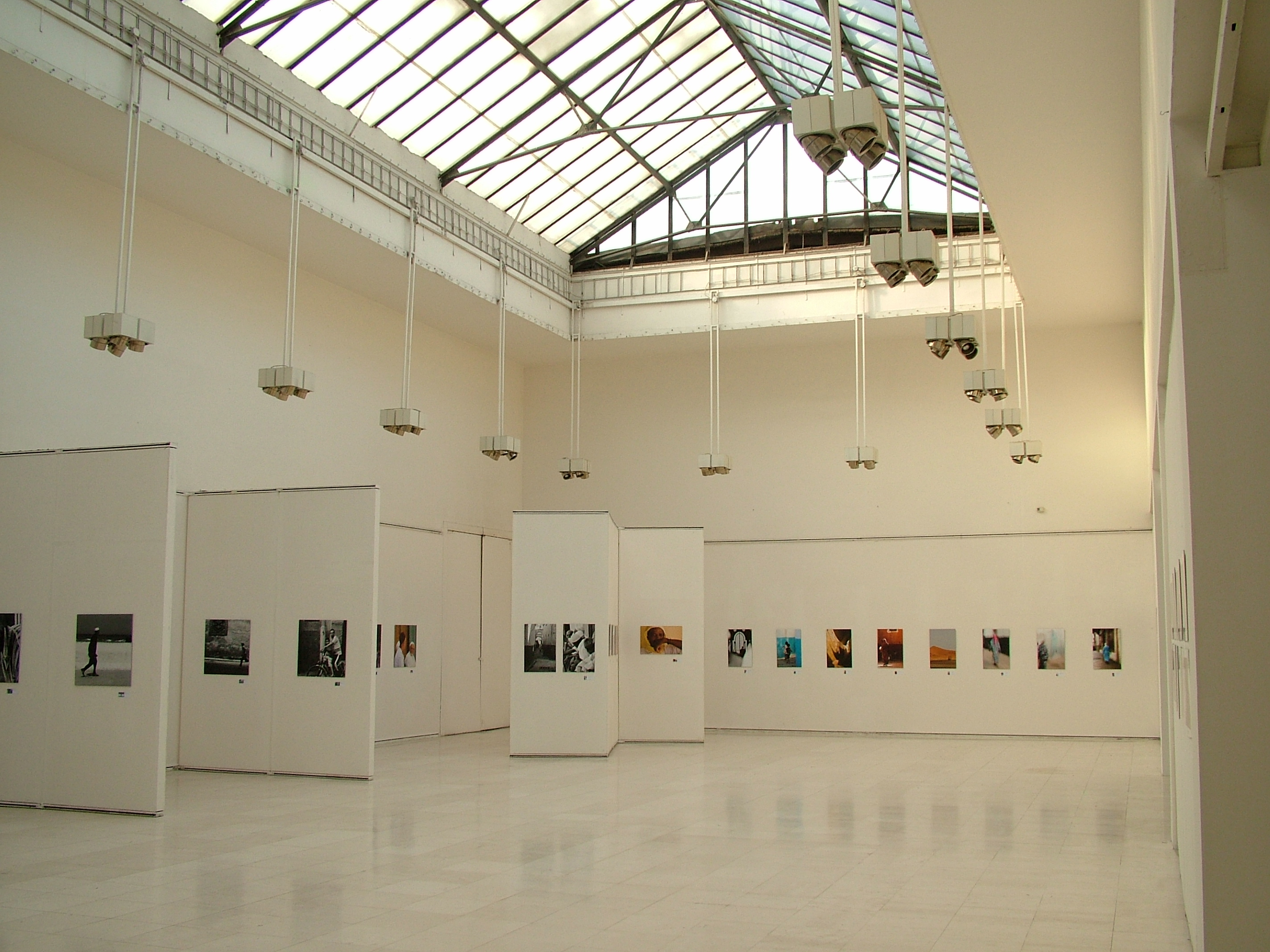
Ausstellungssaal

Der Verein bildender Künstler Mánes (tschechisch Spolek výtvarných umělců Mánes – SVU Mánes) ist eine 1887 gegründete, nach dem Maler Josef Mánes benannte Künstlervereinigung in der tschechischen Hauptstadt Prag. Das Gebäude des Vereins befindet sich direkt am rechten Moldauufer.
Zu Beginn des 20. Jahrhunderts war der Verein maßgeblich für die Entwicklung des tschechischen Kubismus und Rondokubismus.

## Geschichte
Erster Vorsitzender war Mikoláš Aleš. 1956 wurde der Verein von der Kommunistischen Partei aufgelöst. Im Jahr 1990 wurde die Tätigkeit des SVU Manes wieder aufgenommen.

## Gebäude
Der Kunstverein Mánes hat seinen Sitz am Masarykovo nábřeží und verbindet das Ufer mit einer Moldauinsel (Slovanský ostrov). An der Stelle befand sich ursprünglich eine Mühle (Šítkovský mlýn). Diese wurde 1928–30 durch einen funktionalistischen Bau des Architekten Otakar Novotný ersetzt. Der Wasserturm stammt aus dem Jahre 1495.

## Bedeutende Mitglieder
- Mikoláš Aleš, Maler
- František Bílek, Bildhauer
- Josef Čapek, Maler und Schriftsteller
- Josef Chochol, Architekt
- Emil Filla, Maler und Bildhauer
- Josef Gočár, Architekt
- Otto Gutfreund BildhauerArchitekt
- Pavel Janák, Architekt
- Jan Kotěra, Architekt
- Otakar Novotný, Architekt
- Eduard Ovčáček, Grafiker
- Jože Plečnik, Architekt
- Karel Svolinský, Maler
- Max Švabinský, Maler
- Jan Švankmajer, Filmemacher